# Матырский сельский округ
Матырский сельский округ — упразднённая административно-территориальная единица, существовавшая на территории Луховицкого района Московской области в 1994—2006 годах.
Матырский сельсовет был образован в первые годы советской власти. До 1929 года он входил в состав Зарайского уезда Рязанской губернии.
В 1929 году Матырский с/с был отнесён к Луховицкому району Коломенского округа Московской области.
8 января 1931 года Луховицкий и Белоомутский районы объединились в Горкинский район, куда вошёл и Матырский с/с.
11 мая 1931 года Горкинский район был переименован в Луховицкий район.
9 мая 1952 года из Кругловского с/с в Матырский было передано селение Староходыкино.
14 июня 1954 года к Матырскому с/с был присоединён Асошниковский сельсовет.
1 февраля 1963 года Луховицкий район был упразднён и Матырский с/с вошёл в Коломенский сельский район. 11 января 1965 года Матырский с/с был возвращён в восстановленный Луховицкий район.
30 мая 1978 года в Матырском с/с были упразднены селения Волково, Новиково, Плешево и Прямоглядово.
3 февраля 1994 года Матырский с/с был преобразован в Матырский сельский округ.
8 августа 2001 года в Матырском с/о была упразднена деревня Шелухино.
В ходе муниципальной реформы 2004—2005 годов Матырский сельский округ прекратил своё существование как муниципальная единица. При этом его селения были переданы в сельское поселение Астаповское.
29 ноября 2006 года Матырский сельский округ исключён из учётных данных административно-территориальных и территориальных единиц Московской области.